# Cyathula uncinulata
Cyathula uncinulata är en amarantväxtart som först beskrevs av Heinrich Adolph Schrader, och fick sitt nu gällande namn av Schinz. Cyathula uncinulata ingår i släktet Cyathula, och familjen amarantväxter. Utöver nominatformen finns också underarten C. u. pleiocephala.